# Оспедалети
Оспедалѐти (на италиански: Ospedaletti; на лигурски: Spiareti, Спиарети) е малко пристанищно градче и община в Северна Италия, провинция Империя, регион Лигурия. Разположено е на брега на Лигурско море, на лигурското Западно крайбрежие. Населението на общината е 3385 души (към 2011 г.).